# Ornitin
Ornitin (též ornithin, v přírodě konkrétně L-ornitin) je alfa-aminokyselina, která není přirozenou součástí bílkovin, nicméně je přítomna v tělech živých organismů a je součástí močovinového (ornitinového) cyklu. Je to zásaditá aminokyselina s dvěma aminoskupinami, podobná lysinu ale kratší o jeden methylen.

## Role v močovinovém cyklu
Ornitin vzniká hydrolýzou argininu pomocí arginázy, což je poslední reakce močovinového cyklu. Následně (u eukaryot) ornitin vstupuje do mitochondrií, kde dochází ke kondenzaci ornitinu s karbamoylfosfátem (katalyzováno ornitin transkarbamoylázou), čímž vzniká citrulin.

## Reakce
Dekarboxylací ornithinu vzniká toxický putrescin; deaminací na α-uhlíku kyselina δ-aminovalerová, deaminací na koncovém uhlíku vznikne ethylalanin.